# کیتا تانزاوا
کیتا تانزاوا (ژاپنی: 丹沢 啓太؛ زادهٔ ۲۷ دسامبر ۱۹۷۷) یک بازیکن فوتبال اهل ژاپن است.
از باشگاه‌هایی که در آن بازی کرده‌است می‌توان به باشگاه فوتبال ونتفورت کوفو اشاره کرد.